# Дюриш, Юлиус
Юлиус Дюриш (словац. Július Ďuriš; 9 марта 1904, Ровняны, Австро-Венгрия (ныне района Полтар, Банскобистрицкий край, Словакии) — 18 февраля 1986, Прага, ЧССР) — чехословацкий и словацкий политический и государственный деятель, член Коммунистической партии Чехословакии и компартии Словакии, премьер-министр (председатель Совета уполномоченных Словацкого национального совета, с 7 сентября 1951 по 31 января 1953), министр сельского хозяйства и министр финансов ЧССР, журналист, редактор.

## Биография
В 1920-х годах изучал право на юридическом факультете Карлова университета в Праге. С 1927 года — член Коммунистической партии Чехословакии. В конце 1920-х годов учился в Парижском колледже политических, экономических и социальных наук. Затем редактировал журнал «Rovnost», издаваемый для чехословацких рабочих во Франции. За коммунистическую деятельность был выслан из Франции. Прибыв в Словакию занимался журналистикой и политической деятельностью.
Профессиональный революционер и марксист.
С 1938 года вместе с Коломаном Моском и Каролем Бацилеком был одним из членов нелегального руководства Коммунистической партии Словакии.
В 1944 году принял участие в Словацком национальном восстании.
После подавления восстания в начале 1945 года Ю. Дюриш и один из лидеров КПС Вильям Широкий были схвачены фашистами и заключены в тюрьму в Братиславе, им угрожала передача их в гестапо. По некоторым источникам, им удалось бежать благодаря помощи тогдашнего премьер-министра Словакии Штефана Тисо. По другим данным, освобождены из фашистских застенков разведывательно-диверсионной группой (РДГ) НКГБ СССР А. П. Святогорова (псевдоним Зорич), действовавшей за линией фронта в тылу врага в 1944—1945 годы.
С 1945 по 1953 год был членом исполкома ЦК Коммунистической партии Словакии и одновременно до 1963 года членом ЦК КПЧ.
С 4 апреля 1945 до 10 сентября 1951 года — министр сельского хозяйства Чехословакии. Участвовал в проведении земельной реформы, коллективизации и выделении крестьянам земли, конфискованной у депортированных немцев, венгров, коллаборационистов и предателей. Сыграл значительную роль в успехе коммунистов в чешской деревне на выборах 1946 года.
Премьер-министр (председатель Совета уполномоченных Словацкого национального совета, с 7 сентября 1951 по 31 января 1953).
С 1945 по 1963 год был депутатом Национального собрания ЧССР.
В конце января 1953 года недолго занимал пост министра лесного хозяйства и деревообрабатывающей промышленности, а с октября того же года до октября 1963 года работал министром финансов.
Из-за разногласий с Первым секретарём ЦК КПЧ и президентом республики Антонином Новотным в 1963 году Ю. Дюришу пришлось отказаться от всех партийных, правительственных и государственных постов.
За сочувствие и поддержку Пражской весны в 1970 году был исключён из компартии. Среди немногих, кто продолжали поддерживать с ним связи, были министр финансов Леопольд Лер, попавшие в немилость экс-депутаты Гертруда Секанинова-Чакртова и Богумил Сухар, народная артистка Юлия Горова и доктор Оскар Тополь.